# سیارک ۱۰۵۴۲
سیارک ۱۰۵۴۲ (به انگلیسی: 10542 Ruckers، نامگذاری:1992CN3) ده هزار و پانصد و چهل و دومین سیارک کشف شده‌است که در ۲ فوریه ۱۹۹۲ کشف شد.
قدر مطلق سیارک برابر ۱۴٫۵۰ است.